# Blériot XI
Blériot XI là một loại máy bay được Louis Blériot sử dụng để thực hiện chuyến bay đầu tiên xuyên qua Kênh Anh vào ngày 25 tháng 7 năm 1909. Đây là một loại máy bay được sử dụng cả trong quân sự lẫn dân sự.

## Biến thể

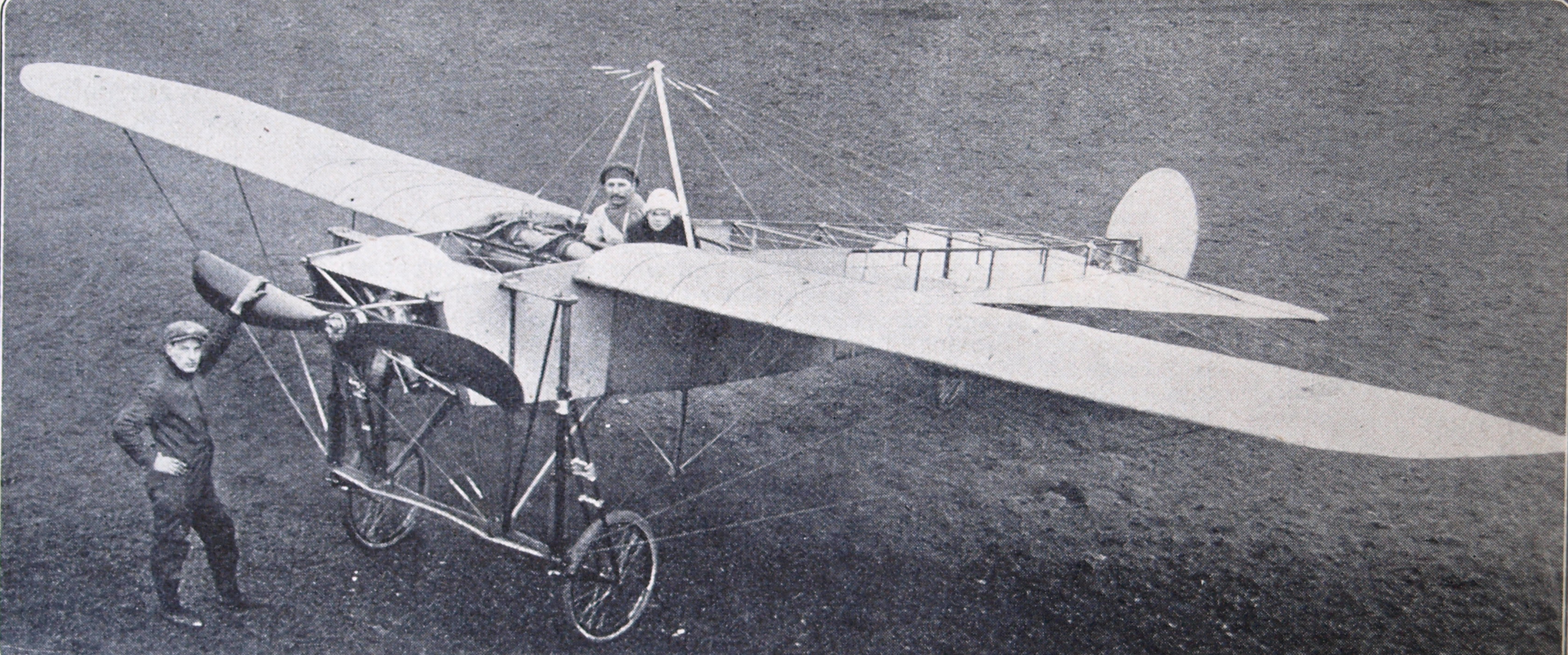
Blériot XI-2 bis

Blériot XI Militaire
Blériot XI Artillerie
Blériot XI-2
Blériot XI-2 bis "côté-à-côté"
Blériot XI-2 Hydroaeroplane
Blériot XI-2 Artillerie
Blériot XI-2 Génie
Blériot XI-2 BG
Blériot XI-3
Blériot XI E1
Blériot XI R1 Pinguin
Thulin APhiên bản chế tạo theo giấy phép ở Thụy Điển

## Quốc gia sử dụng

Blériot XI

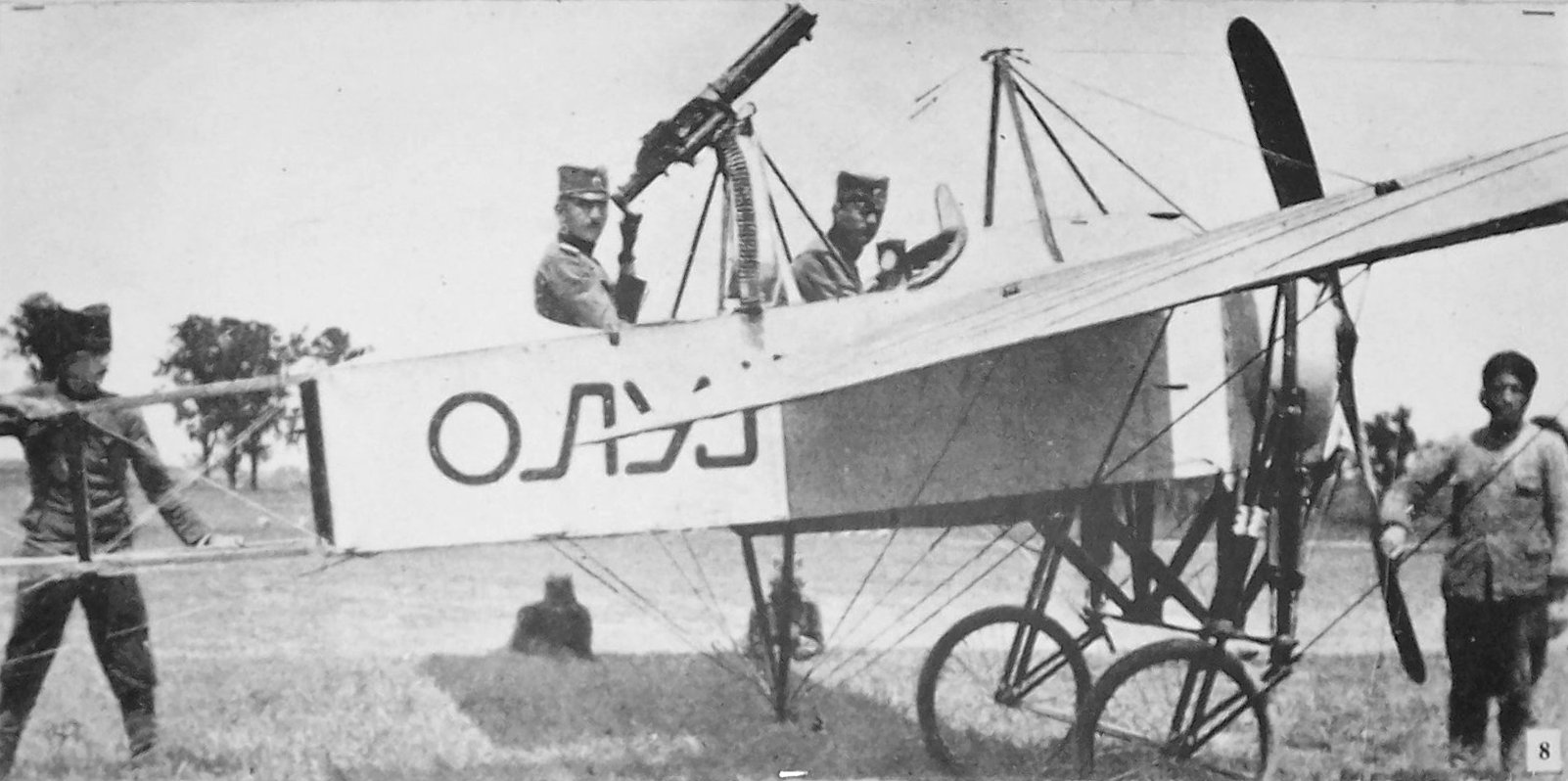
Blériot XI used by Serbia, 1915

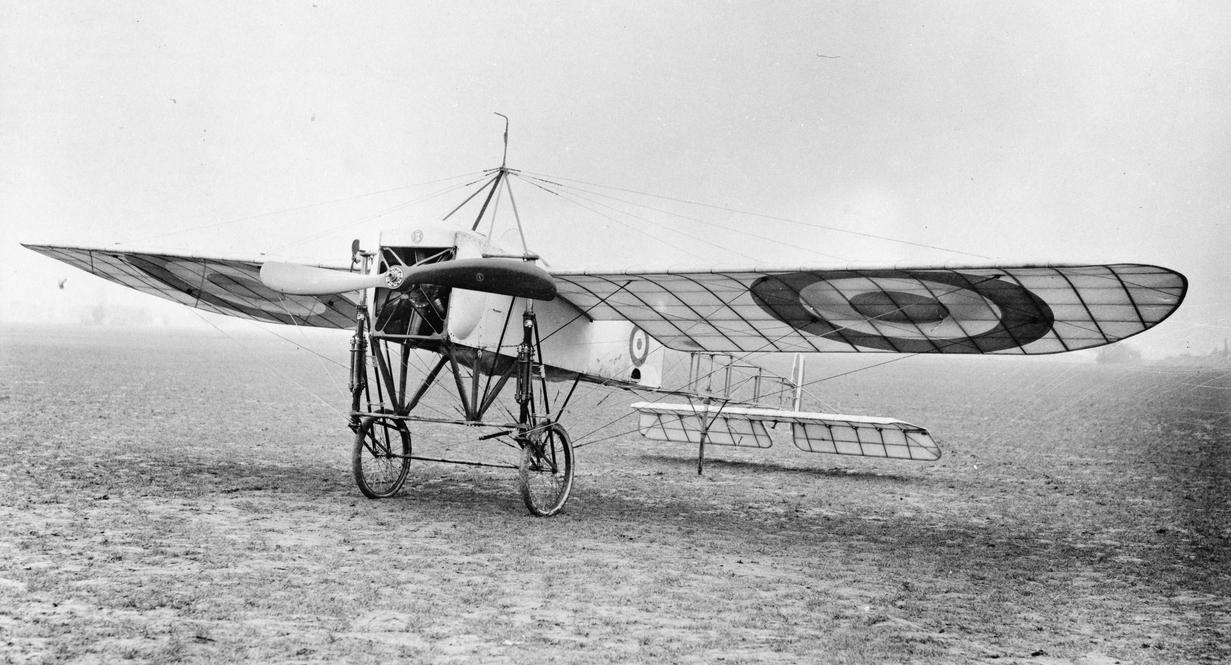
Blériot XI thuộc RFC trong Thế chiến I

Argentina
- Không quân Argentina

 Úc
- Quân đoàn Không quân Úc

 Bỉ
- Không quân Bỉ

 Bolivia
 Bulgaria
- Không quân Bulgary

 Chile
- Không quân Chile

 Đan Mạch
 Pháp
- Hải quân Pháp

 Greece
- Không quân Hy Lạp

 Guatemala
- Không quân Guatemala

 Italy
 Nhật Bản
 Mexico
- Không quân Mexico

 Na Uy
- Cục Không quân Lục quân Na Uy. One

 New Zealand
- Không quân Hoàng gia New Zealand

 Romania
 Nga
 Serbia
 Thụy Điển
- Không quân Thụy Điển
- Hải quân Thụy Điển

 Thụy Sĩ
- Không quân Thụy Sĩ

 Ottoman Empire
- Không quân Ottoman

 Anh Quốc
- Quân đoàn Không quân Hoàng gia

 Uruguay
- Không quân Uruguay

## Tính năng kỹ chiến thuật (Blériot XI)
Dữ liệu lấy từ 
Đặc tính tổng quan
- Kíp lái: 1
- Chiều dài: 7,62 m (25 ft 0 in)
- Sải cánh: 7,79 m (25 ft 7 in)
- Chiều cao: 2,69 m (8 ft 10 in)
- Diện tích cánh: 14 m2 (150 foot vuông)
- Trọng lượng rỗng: 230 kg (507 lb)
- Động cơ: 1 × Anzani 3-cyl. Fan 25-30 hp kiểu động cơ piston, 19 kW (25 hp)
- Cánh quạt: 2-lá Chauvière Intégrale, 2,08 m (6 ft 10 in) đường kính

Hiệu suất bay
- Vận tốc cực đại: 75,6 km/h (47 mph; 41 kn)
- Trần bay: 1.000 m (3.281 ft)